# Plan del Zapote
El plan del Zapote fue un pronunciamiento político —y posterior levantamiento armado— proclamado por Anselmo Bello Caneda el 21 de abril de 1901 bajo un árbol de zapote en la localidad de Mochitlán, en el estado mexicano de Guerrero. Se le atribuye como uno de los primeros pronunciamientos formales en contra de la dictadura de Porfirio Díaz, así como uno de los antecedentes más remotos de la revolución mexicana de 1910. 
Los planteamientos principales del plan eran el desconocimiento del régimen porfirista y del entonces gobernador de Guerrero Agustín Mora, reformas a la Constitución de 1857 con la finalidad de adaptarla a las necesidades de los campesinos y los obreros, y el reparto de tierras y haciendas de los latifundistas. Así mismo, llamaba a la defensa del sufragio efectivo y la oposición a la reelección en los puestos públicos. El plan fue apoyado por Felipe y Gabino Garduño, Vicente, Ignacio y Eutimio Muñoz, Alejandro Nava, Porfirio Jiménez, Cesáreo Cuevas, Blas Aguilar Astudillo, entre otros más. Destacó la participación de Eusebio Santamaría Almonte, bisnieto de José María Morelos, quien al negarse a huir fue aprehendido y fusilado.
La proclama y rebelión fue denunciada por autoridades municipales y sofocada por el entonces teniente coronel Victoriano Huerta, quien a manera de escarmiento ordenó el fusilamiento de más de 50 inocentes. El plan también fue apoyado desde el centro del país por los hermanos Flores Magón, considerados precursores de la revolución mexicana.

## Obras
- El Plan del Zapote: la primera rebelión del siglo XX (2009). Mauricio Leyva Castrejón. FOECA.